# Camp Flog Gnaw Carnival
A Camp Flog Gnaw Carnival (korábban: OFWGKTA Carnival vagy Odd Future carnival) Tyler, the Creator által évente megrendezett zenei fesztivál, amelyet 2012-ben rendeztek meg először. A fesztiválon sok vidámparki játék és látványosság található, sok különböző ismert előadó fellépéseivel együtt. 2016-ig csak egynapos volt a rendezvény. Ugyan nincs kötött dátuma, a fesztivált általában október végén vagy november közepén tartják.

## Elnevezés
A Flog Gnaw a Wolf Gang anagrammája, de utalás arra is, hogy Tyler tagja a OFWGKTA (Odd Future Wolf Gang Kill Them All) hiphopcsoportnak, illetve 2013-as koncepcióalbumára, a Wolfra, amely egy Camp Flog Gnaw nevű nyári táborban játszódik.

## Fellépők
| #  | Év   | Dátum          | Fellépők | For.                 |
| -- | ---- | -------------- | --- | -------------------- |
| 1  | 2012 | szeptember 30. | OFWGKTA, Lil Wayne, Trash Talk, Action Bronson | [ 4 ]                |
| 2  | 2013 | november 9.    | Tyler, the Creator, Frank Ocean, Mac Miller, Flying Lotus, Earl Sweatshirt, Schoolboy Q, MellowHigh, Trash Talk, The Internet, Mike G, Taco | [ 5 ] [ 6 ]          |
| 3  | 2014 | november 8.    | Pharrell Williams, Tyler, the Creator, Rick Ross, Mac Miller, Earl Sweatshirt, OFWGKTA, The Internet, Hodgy Beats, Left Brain, Domo Genesis, Mike G, Taco, Jasper, DJ Billy Jole, Murs + The Grouch + Eligh, Action Bronson, Step Brothers, Freddie Gibbs, Trash Talk, Vince Staples, Dem Atlas, Cherry Glazerr                                                   | [ 7 ]                |
| 4  | 2015 | november 14.   | Camp-színpad: Snoop Dogg & Tha Dogg Pound, Tyler, the Creator, Atmosphere, Mac Miller, YG, The Internet, Prof, Willow Smith Flog-színpad: ASAP Rocky, Jhené Aiko, OFWGKTA, Flying Lotus, Living Legends, Low End Theory, Pouya Gnaw-színpad: Tokimonsta, Mr. Carmack, Taco, Trash Talk, Danny Brown, AmpLive, Skate Contest                                       | [ 8 ]                |
| 5  | 2016 | november 12.   | Camp-színpad: Lil Wayne, Tyler, the Creator, ASAP Rocky, Chance the Rapper, The Internet, Tokimonsta, Kamasi Washington, Yuna, Phony Ppl Flog-színpad: Kaytranada, Kehlani, Mustard, Toro y Moi, Lil Uzi Vert, ASAP Ferg, SZA, Domo Genesis, Alina Baraz, Kevin Abstract, Rocket Da Goon                                                                          | [ 9 ] [ 10 ]         |
| 5  | 2016 | november 13.   | Camp-színpad: Schoolboy Q, EarlWolf, Erykah Badu, Anderson Paak & The Free Nationals, Pretty Lights, Gallant, Kali Uchis, Kilo Kish, MixedByAli Flog-színpad: Death Grips, Joey Badass, SremmLife Crew, Action Bronson, Flatbush Zombies, Taco, Dillon Francis, Vince Staples, Sleigh Bells, Mike G, Left Brain, The Garden                                       | [ 9 ] [ 10 ]         |
| 6  | 2017 | október 28.    | Camp-színpad: Lana Del Rey, Tyler, the Creator, Mac Miller, Syd, Mac DeMarco, Brockhampton, Fidlar, The Garden, Left Brain, Mike G Flog-színpad: Justice, Migos, Vince Staples, Denzel Curry, 6lack, Kelela, Kamaiyah, Roy Ayers, Wednesday Campanella, Kittens Gnaw-színpad: DJ Aux Cord, Howmanyollies, VenessaMichaels, Yung Hershey, DJ Osh Kosh              | [ 11 ] [ 12 ]        |
| 6  | 2017 | október 29.    | Camp-színpad: Kid Cudi, Solange, ASAP Rocky, The Internet, Taco, Kehlani, Domo Genesis, Steve Lacy, Jorja Smith, Sam Gellaitry Flog-színpad: 2 Chainz, Earl Sweatshirt, Lil Yachty, Alison Wonderland, Kelis, Playboi Carti, Terror Jr, Trash Talk, Hodgy, Mild High Club Gnaw-színpad: DJ Noodles, Ricci Riera, SuperDuperBrick, DJ Zo, Murda Child, Dirty Mop   | [ 11 ] [ 12 ]        |
| 7  | 2018 | november 10.   | Camp-színpad: SZA, Tyler, the Creator, ASAP Rocky, The Internet, Rex Orange County, Raphael Saadiq, Hobo Johnson & The Lovemakers, Turnstile, Slow Hollows Flog-színpad: Pusha T, Majid Jordan, Kali Uchis, Playboi Carti, Virgil Abloh, Little Dragon, Wallows, Mike G, + Sounds Gnaw-színpad: Red Corvette, Jimbo Jenkins, DJ Zo, Violet Waters                 | [ 13 ] [ 14 ] [ 15 ] |
| 7  | 2018 | november 11.   | Camp-színpad: Kids See Ghosts, Post Malone, Lauryn Hill, Jorja Smith, Taco, Bane's World, Raveena, Tierra Whack, Men I Trust Flog-színpad: Brockhampton, Earl Sweatshirt, Billie Eilish, Jaden Smith, Flatbush Zombies, Domo Genesis, Left Brain, Kilo Kish, Ama Lou, Ruel Gnaw-színpad: VenessaMichaels, Murda Child, Alexander Spit, Andre Power                | [ 13 ] [ 14 ] [ 15 ] |
| 8  | 2019 | november 9.    | Camp-színpad: Solange, Tyler, the Creator, Juice WRLD, The Internet, Dominic Fike Flog-színpad: 21 Savage, Daniel Caesar, Summer Walker, Thundercat, Yuna, Slowthai, Juto, Elephant Gym Gnaw-színpad: Yasiin Bey, Omar Apollo, Domo Genesis, Choker, Mike G, Tommy Genesis, Esta                                                                                  | [ 16 ] [ 17 ]        |
| 8  | 2019 | november 10.   | Camp-színpad: Drake, ASAP Rocky, Lil Uzi Vert, YG, Brockhampton, FKA Twigs, Clairo Flog-színpad: DaBaby, H.E.R., Goldlink, Taco, Willow Smith, Daisy, Radiant Children, Laundry Day Gnaw-színpad: Earl Sweatshirt, Blood Orange, IDK, Left Brain, Na-Kel Smith, Cruel Santino, Destiny Rogers                                                                     | [ 16 ] [ 17 ]        |
| 9  | 2023 | november 11.   | Camp-színpad: The Hillbillies (Kendrick Lamar és Baby Keem), Tyler, the Creator, Kali Uchis, Turnstile, Beabadoobee Flog-színpad: Fuerza Regida, Ice Spice, Kevin Abstract, Teezo Touchdown, Balming Tiger, Fana Hues, Maxo Gnaw-színpad: Clipse, BADBADNOTGOOD, Ravyn Lenae, Paris Texas, Left Brain, Baby Rose, Liv.e                                           | [ 18 ] [ 19 ]        |
| 9  | 2023 | november 12.   | Camp-színpad: SZA, Rex Orange County, Dominic Fike, Syd, Willow Smith Flog-színpad: Cuco, Earl Sweatshirt, Lil Yachty, PinkPantheress, Domo Genesis, Daisy World, Spinall, Khamari Gnaw-színpad: Toro y Moi, D4vd, AG Club, redveil, Mike G, Maxo Kream, Julie | [ 18 ] [ 19 ]        |
| 10 | 2024 | november 16.   | Camp-színpad: Tyler, the Creator, Daniel Caesar, Kaytranada, Omar Apollo, Doechii, Sexyy Red,Concrete Boys, Lithe, Rio Amor Flog-színpad: Schoolboy Q, Denzel Curry, Vince Staples, Action Bronson, Latin Mafia, Kenny Mason, Amelia Moore Gnaw-színpad: Mase, The Alchemist & Friends, Sampha, Yves Tumor, Mike G, Wisp, Laila!                                  | [ 20 ] [ 21 ]        |
| 10 | 2024 | november 17.   | Camp-színpad: Playboi Carti, Mustard & Friends, the Marías, Erykah Badu, Syd, Raye Flog-színpad: Blood Orange, Earl Sweatshirt, Tommy Richman, Matt Champion, Domo Genesis, Jordan Ward, Jean Dawson, Hana Vu Gnaw-színpad: FM MOOD: A Tribute to MF Doom, Faye Webster, Sexyy Red, André 3000: New Blue Sun, Orion Sun, Left Brain, Na-Kel Smith, The Mainliners | [ 20 ] [ 21 ]        |